# MAIL
『MAIL』（メイル）は、山崎峰水による日本の漫画。角川書店の漫画誌『月刊エースネクスト』1999年3月号から2002年4月号まで連載され、後に『エース特濃』2004年8月号、『月刊少年エース』2005年2 - 3月号にも掲載された。単行本は全3巻。

## 物語
秋葉零児は心霊現象を解決する探偵。霊銃「迦具土」を用いて、彷徨える霊を成仏させることができる。

## 登場人物
秋葉 零児（あきば れいじ）
主人公。生来盲目だったが治療で回復するも、生まれ持った強い霊力故に死者の霊を目視できるようになっていたが、その際に火之迦具土神の神主を務めていた先代の霊から「迦具土」を託され、人々に害をなす霊を成仏させる探偵としての活動を開始する。 「迦具土」による除霊の他、自身の意識を他人に憑依させて活動する等の霊能力も行使する術を持つ。
山崎峰水の別作品『黒鷺死体宅配便』にも登場、唐津に「やいち」の姿を見せる役回りを務めている。
百家 美琴（ひゃっけ みこと）
Vo.14から登場。秋葉が幼少期に出会った少女で、盲目だった彼と友人関係を築いたが、実は強盗殺人の被害に遭って殺されており、秋葉が出会った時点で既に霊としての存在だった。
秋葉との約束を理由に地縛霊と化しており、成長した秋葉によって一度は「迦具土」の弾に封印されるも、彼が一か八かの賭けで用意した「器」に術をかけられたことで現世に黄泉返る。その後は彼の助手的立場となる。

## 書誌情報
- 山崎峰水 『MAIL』 角川書店〈カドカワコミックス・エース〉、全3巻

1. 2004年7月発売、ISBN 4-04-713634-4
2. 2004年8月発売、ISBN 4-04-713635-2
3. 2005年2月発売、ISBN 4-04-713704-9

## 映画
角川ホラーレーベルにおいて、全9話の連続短編映画として制作された。
2004年6月より角川ホラーシネマ・オフィシャルサイトでブロードバンド配信された他、同年7月には渋谷シネ・クイントにて特別限定レイトショーで上映されている。

### スタッフ
- 監督：高橋巖
- プロデューサー：岡島久宜、原田学
- エグゼクティブ・プロデューサー：江川信也、土井宏文
- 企画：森好文
- 原作：山崎峰水／『MAIL』（角川コミックスエース刊）
- 脚本：岡嶋寛人、大和田悟史、康蓮伊、金子弦二郎
- 撮影：大沢栄一
- 美術：鈴村高正
- 編集：高橋信之
- 音楽：岡嶋寛人
- 主題歌：「深遠」作詞・作曲・歌/Makiko、編曲/野中"MASA"雄一
- 照明：柴田信弘
- 録音：廣川英治
- 助監督：兼重淳、増田伸弥、古池俊貴
- 製作：ケイジェイ・プロジェクト（角川映画/ジャパン・デジタル・コンテンツ）
- 協力：角川書店

### キャスト
- 秋葉零児：須賀貴匡
- 美琴：栗山千明

### 各話タイトルとゲスト
- 第一昇天「聖なる霊銃・迦具土」
  - ゲスト：安達まみ、森下千里
- 第二昇天「一枚の絵」
- 第三昇天「返して…私の…」
  - ゲスト：峰倉友美、原史奈
- 第四昇天「学校」
  - ゲスト：杉崎ゆき、粟田麗
- 第五昇天「あけちゃ、ダメ!」
  - ゲスト：高崎綾、水谷妃里
- 第六昇天「ストーカー」
  - ゲスト：片山紗江、奥貫薫
- 第七昇天「カツミサン」
  - ゲスト：佐々木裕子、あびる優
- 第八昇天「見えない少年」
- 最終昇天「約束」

### DVD
- 完全版BOX (ASIN B0006SLC8U) - 2005年1月
- Vol.1 (ASIN B000FZDL8S) - 2006年7月
- Vol.2 (ASIN B000FZDL92) - 同上